# Влажные тропические леса Фиджи
Влажные тропические леса Фиджи занимают примерно половину площади самой страны.

## Климат
Среднемесячная температура достигает от 22  °C в июле и до 26  °C в январе. Среднее количество осадков — 2500 мм в год. Так как остров подвержен юго-восточным ветрам, то количество осадков на юго-восточных склонах увеличивается с высотой и в горах достигает 5000-10000 мм в год. В период с января по апрель приходят тропические циклоны.